# Robert Glatzel
Robert-Nesta Glatzel (München, 8 januari 1994) is een Duitse voetballer die doorgaans als centrumspits speelt. Hij debuteerde in 2013 in het betaald voetbal bij Wacker Burghausen in de 3. Liga. In 2021 maakte hij de overstap van  Cardiff City naar Hamburger SV, waar hij sindsdien onder contract staat. In de seizoenen 2021/22, 2022/23 en 2023/24 was hij topscorer van de club.

## Clubloopbaan

### Jeugd
Glatzel begon op jonge leeftijd met voetballen bij TSV Waldtrudering. Na een verhuizing sloot hij zich aan bij SC 1906 München, waarna hij tot zijn zeventiende actief was bij SC Fürstenfeldbruck. Vervolgens maakte hij de overstap naar de jeugdopleiding van SpVgg Unterhaching.

#### SpVgg Unterhaching
Bij SpVgg Unterhaching kwam Glatzel uit voor zowel het hoogste jeugdelftal (onder-19) als het tweede elftal. Tijdens de eerste competitieronde van het seizoen startte hij op de bank tegen TSG Hoffenheim –19  en viel in de 71e minuut in voor Janik Haberer. Tot aan de winterstop speelde hij negen wedstrijden voor de onder-19, waarna hij werd overgeheveld naar het tweede elftal. Op 3 maart 2012 maakte hij zijn debuut voor SpVgg Unterhaching II in de wedstrijd tegen TSV Buchbach.  Aan het einde van het seizoen maakte hij de overstap naar TSV 1860 München.

### TSV 1860 München
Glatzel tekende in 2012 een A-juniorencontract bij TSV 1860 München. Net als bij SpVgg Unterhaching kwam hij zowel voor de Onder-19 als het tweede elftal van de Münchner Löwen in actie. Zijn debuut voor het tweede elftal maakte hij op 28 juli 2012, toen hij in de rust in het veld kwam tijdens de met 5–3 verloren uitwedstrijd tegen Eintracht Bamberg. In de 90e minuut maakte hij zijn eerste doelpunt voor zijn nieuwe club.[2] Het lukte hem echter niet om een vaste plek in het tweede elftal te bemachtigen; hij kwam in de rest van het seizoen zeven keer als invaller in actie. Ook bij de Onder-19 wist hij geen basisplaats te veroveren. Hij begon het seizoen als centrale verdediger, speelde vervolgens op het middenveld en eindigde uiteindelijk in de aanval. Aan het einde van het seizoen moest hij de club verlaten.

### SV Heimstetten
Voor aanvang van het seizoen 2013/14 maakte Glatzel de overstap naar SV Heimstetten. Zijn verblijf bij de club uit Kirchheim was van korte duur; binnen twee maanden kwam hij tot vier competitiewedstrijden, waarin hij eenmaal scoorde, tijdens de uitwedstrijd tegen FC Memmingen. Kort voor het sluiten van de transferperiode liet hij zijn contract ontbinden om de overstap te maken naar een hoger niveau. Hij vervolgde zijn loopbaan bij Wacker Burghausen.

### Wacker Burghausen
Bij Wacker Burghausen maakte Glatzel op 19 oktober 2013 zijn debuut in het betaald voetbal. In de 3. Liga-wedstrijd tegen Chemnitzer FC kwam hij in de 61e minuut als invaller voor Henrich Bencik binnen de lijnen. Gedurende het seizoen kreeg hij nauwelijks speeltijd in het eerste elftal en werd hij teruggezet naar het tweede team. In de slotfase van het seizoen werd hij disciplinair geschorst nadat hij had geweigerd deel te nemen aan een extra training met een  medicijnbal. Na de degradatie van Burghausen kwam zijn contract te vervallen. Glatzel besloot vervolgens terug te keren naar TSV 1860 München.

### 1860 München II
Glatzel begon bij TSV 1860 München met een proefperiode van vier weken, waarna hij een contract kreeg aangeboden. Tijdens de openingswedstrijd van het seizoen stond hij in de basis bij het tweede elftal en maakte hij direct zijn eerste doelpunt in de met 0–3 gewonnen uitwedstrijd tegen SV Seligenporten. Zijn prestaties trokken de aandacht van 1. FC Kaiserslautern, dat hem uitnodigde voor een proeftraining. Na afloop van het seizoen maakte hij de overstap naar de club die zijn thuiswedstrijden speelt op de Betzenberg.

### 1. FC Kaiserslautern
Glatzel begon bij 1. FC Kaiserslautern in het tweede elftal. Op 1 augustus 2015 maakte hij zijn debuut in de thuiswedstrijd tegen Wormatia Worms. Een week later scoorde hij tijdens de met 2-2 gelijkgespeelde wedstrijd tegen SV Spielberg zijn eerste doelpunt, door in de 88e minuut de gelijkmaker te maken. In zijn tweede seizoen kende hij een sterke start, met acht doelpunten in zijn eerste dertien wedstrijden. Hierdoor trok hij de aandacht van trainer Tayfun Korkut van het eerste elftal, die hem op 2 oktober 2016 liet debuteren in de 2. Bundesliga tijdens de thuiswedstrijd tegen Arminia Bielefeld. Glatzel kwam in de 75e minuut in het veld. Aan het einde van het seizoen liepen de contractonderhandelingen stuk, waarna hij besloot transfervrij de club te verlaten.. Vervolgens maakte hij de overstap naar 1. FC Heidenheim.

### 1. FC Heidenheim
Op 5 augustus 2017 maakte Glatzel zijn debuut in de 2. Bundesliga voor 1. FC Heidenheim. Trainer Frank Schmidt stelde hem op in de basis tijdens de met 0-2 verloren uitwedstrijd tegenEintracht Braunschweig. In de 61e minuut werd hij gewisseld voor John Verhoek. Een week later scoorde hij zijn eerste doelpunt voor Heidenheim in de eerste ronde van de  DFB-Pokal, tijdens de met 0-4 gewonnen uitwedstrijd tegen zijn oude club SpVgg Unterhaching. Hij maakte in de 80e minuut het derde doelpunt. Op de derde speeldag van de competitie maakte Glatzel zijn eerste doelpunt in de 2. Bundesliga, in de thuiswedstrijd tegen MSV Duisburg. In de 59e minuut bracht hij zijn team op 1-0, maar Heidenheim verloor alsnog met 1-2.[5] Het seizoen 2017/18 eindigde Heidenheim op de dertiende plaats.
In zijn tweede seizoen maakte Glatzel een sterke start door in de eerste negen competitiewedstrijden zeven keer te scoren, maar hij raakte vervolgens geblesseerd aan een spierscheuring en miste daardoor het grootste deel van het seizoen tot na de winterstop. Bij zijn rentree, in de wedstrijd tegen Holstein Kiel , scoorde hij in de 7e minuut van het duel dat eindigde in een 2-2 gelijkspel. Dankzij zijn doelpunten kende Heidenheim een succesvol seizoen en eindigde de club op de vijfde plaats in de 2. Bundesliga. In de DFB-Pokal bereikte Heidenheim de kwartfinale, waarin het uitgeschakeld werd door Bayern München. In de met 5-4 verloren wedstrijd in de Allianz Arena was Glatzel goed voor drie doelpunten. Door zijn indrukwekkende prestaties trok hij de aandacht van diverse Europese clubs en tekende hij vervolgens bij het Welshe Cardiff City, dat net was gedegradeerd uit de Premier League naar de Championship.

### Cardiff City
In de zomer van 2019 tekende Glatzel een contract voor drie seizoenen bij Cardiff City, waarmee hij zich verbond aan The Bluebirds. Hij werd ploeggenoot van onder anderen Leandro Bacuna, Sean Morrison en Alex Smithies. Glatzel miste de openingswedstrijd van het seizoen tegen Wigan Athletic vanwege een rode kaart die hij bij Heidenheim had gekregen. In de tweede competitieronde maakte hij zijn debuut in de met 2-1 gewonnen thuiswedstrijd tegen Luton Town. Hij stond in de basis en werd in de 91e minuut door trainer  Neil Warnock gewisseld. Tijdens de zevende competitieronde scoorde Glatzel zijn eerste doelpunt voor Cardiff in de uitwedstrijd tegen Derby County van Phillip Cocu. In de 19e minuut benutte hij een strafschop, waarmee hij de score gelijk trok; de wedstrijd eindigde in een 1-1 gelijkspel. Glatzel eindigde met Cardiff City op de vijfde plaats in de Championship, wat recht gaf op play-offwedstrijden voor promotie naar de Premier League. In de heenwedstrijd verloor Cardiff in eigen stadion met 0-2 van  Fulham, waarbij Glatzel in de 70e minuut werd gewisseld voor Danny Ward. Tijdens de return op Craven Cottage begon hij op de bank en kwam hij in de 71e minuut in het veld voor Ward. Cardiff won met 1-2, maar dit was niet voldoende om promotie af te dwingen.
Door de komst van Kieffer Moore kwam Glatzel in zijn tweede seizoen bij Cardiff City regelmatig op de reservebank terecht. Pas in de zesde speelronde stond hij voor het eerst in de basis tijdens de thuiswedstrijd tegen Bournemouth. Zijn eerste doelpunt liet langer op zich wachten; dat viel pas in de vijftiende speelronde, toen hij in de met 3-0 gewonnen thuiswedstrijd tegen Huddersfield Town in de 85e minuut het derde doelpunt maakte na een assist van  Sheyi Ojo. Op 30 januari 2021 speelde hij zijn laatste wedstrijd voor Cardiff, toen hij tegen Millwall zeven minuten voor tijd inviel voor zijn concurrent Moore. In goed overleg werd hij vervolgens verhuurd aan het in degradatiegevaar verkerende 1. FSV Mainz 05 in de Bundesliga. Aan het einde van het seizoen besloot Glatzel niet terug te keren naar Cardiff, maar de overstap te maken naar Hamburger SV.

#### Verhuur aan 1. FSV Mainz 05
Glatzel werd door Mainz tot het einde van het seizoen gehuurd als vervanger van Jean-Philippe Mateta, die naar Crystal Palace was vertrokken. Op 6 februari 2021 maakte hij zijn debuut voor Die 05er in de thuiswedstrijd tegen  1. FC Union Berlin. Trainer Bo Svensson  bracht hem in de 80e minuut als wisselspeler voor  Ádám Szalai. Een week later scoorde Glatzel zijn eerste doelpunt in de met 2-2 gelijkgespeelde uitwedstrijd tegen Bayer 04 Leverkusen , waarbij hij in de 89e minuut na een assist van Moussa Niakhaté  de 2-1 maakte, voordat Kevin Stöger drie minuten later de gelijkmaker scoorde. Glatzel slaagde er niet in om een vaste basisplaats te veroveren en kwam in totaal vijftien keer in actie, waarvan tien keer als invaller. 

### Hamburger SV
In juni 2021 tekende Glatzel een driejarig contract bij Hamburger SV, geldig tot de zomer van 2024. Op 23 juli 2021 maakte hij zijn debuut voor Die Rothosen tijdens de met 1-3 gewonnen uitwedstrijd tegen Schalke 04. Trainer Tim Walter liet hem in de basis starten; Glatzel miste in de 28e minuut een strafschop, maar maakte in de 53e minuut de 1-1 gelijkmaker. Gedurende het seizoen scoorde hij in totaal 22 keer en werd daarmee tweede op de topscorerslijst, ruim achter Simon Terodde van Schalke 04, die 30 doelpunten maakte. Met Hamburger SV eindigde hij in de competitie op de derde plaats, wat leidde tot play-offwedstrijden tegen Hertha BSC. In de heenwedstrijd in Berlijn won HSV met 0-1 door een doelpunt van Ludovit Reis. De thuiswedstrijd werd echter met 0-2 verloren, waardoor promotie naar de Bundesliga uitbleef. In de DFB-Pokal droeg Glatzel met meerdere doelpunten bij aan het bereiken van de halve finale. Hij scoorde in de eerste ronde tegen Eintracht Braunschweig, in de achtste finale tegen 1. FC Köln en tweemaal tijdens de kwartfinale tegen Karlsruher SC. In de halve finale, die in het eigen Volksparkstadion werd gespeeld, verloor Hamburger SV met 1-3 van  SC Freiburg; Glatzel maakte het enige doelpunt voor zijn club.
In zijn tweede seizoen (2022/23) bij Hamburger SV begon Glatzel opnieuw sterk door in de openingswedstrijd tegen Eintracht Braunschweig beide doelpunten te maken in de met 0-2 gewonnen uitwedstrijd. Hij kwam dat seizoen tot 19 doelpunten en eindigde daarmee opnieuw als tweede op de topscorerslijst, ditmaal achter Tim Kleindienst van 1. FC Heidenheim, die 25 keer scoorde. Hamburger SV behaalde een derde plaats in de competitie, wat recht gaf op deelname aan de promotie/degradatiewedstrijden tegen VfB Stuttgart. De heenwedstrijd in de MHPArena in Stuttgart werd met 3-0 verloren. De return in Hamburg eindigde in een 1-3 nederlaag, waardoor promotie naar de Bundesliga uitbleef.
In juni 2023 verlengde Glatzel zijn contract bij Hamburger SV met twee jaar tot medio 2027. Voor het derde seizoen (2023/24) op rij was hij trefzeker in de openingswedstrijd; hij scoorde tweemaal in de met 5–3 gewonnen thuiswedstrijd tegen Schalke 04. Ook in de daaropvolgende competitiewedstrijden tegen Karlsruher SC en Hertha BSC kwam hij tot scoren. Het seizoen verliep wisselvallig voor Hamburger SV, wat halverwege leidde tot het ontslag van trainer Tim Walter. Hij werd na twintig speelronden vervangen door Steffen Baumgart. Onder de nieuwe trainer bleef Glatzel de vaste centrumspits. Hij bekroonde het seizoen met 22 doelpunten en eindigde daarmee gezamenlijk als topscorer van de 2. Bundesliga, samen met  Christos Tzolis en Haris Tabaković. Ondanks een clausule in zijn contract die een vertrek mogelijk maakte bij het uitblijven van promotie, besloot Glatzel bij de club te blijven, ondanks dat HSV als vierde eindigde en promotie opnieuw misliep.
Het gehele seizoen 2024/25 kampte Glatzel met blessureleed. Door een peesblessure miste hij een groot deel van de voorbereiding. Op 18 augustus maakte hij zijn rentree tijdens de eerste ronde van de DFB-Pokal tegen SV Meppen. In het met 1–7 gewonnen uitduel maakte hij in de 89e minuut zijn eerste doelpunt van het seizoen. In de daaropvolgende zes competitiewedstrijden was hij opnieuw trefzeker met in totaal zeven doelpunten. In oktober raakte hij tijdens een oefenwedstrijd tegen Aarhus GF opnieuw geblesseerd: een gescheurde pees hield hem wederom geruime tijd aan de kant. Tijdens het winterse trainingskamp in het Turkse Belek keerde hij terug op het trainingsveld. In de tussentijd werd hoofdtrainer Steffen Baumgart ontslagen en vervangen door zijn assistent Merlin Polzin. Op 14 maart 2025 maakte Glatzel zijn rentree in de competitie tijdens de uitwedstrijd tegen 1. FC Magdeburg. Hij viel in de 88e minuut in voor Adam Karabec. Door de goede vorm van het elftal bleef zijn rol beperkt tot die van invaller. Desondanks leverde hij met tien doelpunten een belangrijke bijdrage aan het seizoen waarin Hamburger SV als tweede eindigde en na 2.555 dagen terugkeerde naar de Bundesliga.

## Clubstatistieken
| Seizoen                    | Club                    | Competitie           | Competitie | Competitie | Beker | Beker | Internationaal | Internationaal | Overig | Overig | Totaal | Totaal |
| Seizoen                    | Club                    | Competitie           | Wed.       | Dlp.       | Wed.  | Dlp.  | Wed.           | Dlp.           | Wed.   | Dlp.   | Wed.   | Dlp.   |
| -------------------------- | ----------------------- | -------------------- | ---------- | ---------- | ----- | ----- | -------------- | -------------- | ------ | ------ | ------ | ------ |
| 2011/12                    | SpVgg Unterhaching II   | Bayernliga           | 10         | 0          | –     | –     | –              | –              | –      | –      | 10     | 0      |
| 2012/13                    | TSV 1860 München II     | Regionalliga Bayern  | 8          | 2          | –     | –     | –              | –              | –      | –      | 8      | 2      |
| 2013/14                    | SV Heimstetten          | Regionalliga Bayern  | 4          | 1          | –     | –     | –              | –              | –      | –      | 4      | 1      |
| 2013/14                    | Wacker Burghausen II    | Bayernliga           | 11         | 3          | –     | –     | –              | –              | –      | –      | 11     | 3      |
| 2013/14                    | Wacker Burghausen       | 3. Liga              | 4          | 0          | –     | –     | –              | –              | –      | –      | 4      | 0      |
| 2014/15                    | TSV 1860 München II     | Regionalliga Bayern  | 29         | 5          | –     | –     | –              | –              | –      | –      | 29     | 5      |
| 2015/16                    | 1. FC Kaiserslautern II | Regionalliga Südwest | 30         | 15         | –     | –     | –              | –              | –      | –      | 30     | 15     |
| 2016/17                    | 1. FC Kaiserslautern II | Regionalliga Südwest | 16         | 12         | –     | –     | –              | –              | –      | –      | 16     | 12     |
| 2016/17                    | 1. FC Kaiserslautern    | 2. Bundesliga        | 19         | 4          | –     | –     | –              | –              | –      | –      | 19     | 4      |
| 2017/18                    | 1. FC Heidenheim        | 2. Bundesliga        | 29         | 4          | 3     | 3     | –              | –              | –      | –      | 32     | 7      |
| 2018/19                    | 1. FC Heidenheim        | 2. Bundesliga        | 26         | 13         | 3     | 4     | –              | –              | –      | –      | 29     | 17     |
| 2019/20                    | Cardiff City            | Championship         | 30         | 7          | 3     | 1     | –              | –              | 2      | 0      | 35     | 8      |
| 2020/21                    | Cardiff City            | Championship         | 21         | 3          | 1     | 0     | –              | –              | 1      | 0      | 23     | 3      |
| 2020/21                    | → 1.FSV Mainz 05        | 2. Bundesliga        | 13         | 2          | –     | –     | –              | –              | –      | –      | 13     | 2      |
| 2021/22                    | Hamburger SV            | 2. Bundesliga        | 34         | 22         | 5     | 5     | –              | –              | 2      | 0      | 41     | 27     |
| 2022/23                    | Hamburger SV            | 2. Bundesliga        | 34         | 19         | 1     | 0     | –              | –              | 2      | 0      | 37     | 19     |
| 2023/24                    | Hamburger SV            | 2. Bundesliga        | 32         | 22         | 3     | 1     | –              | –              | –      | –      | 35     | 23     |
| 2024/25                    | Hamburger SV            | 2. Bundesliga        | 15         | 10         | 1     | 1     | –              | –              | –      | –      | 16     | 11     |
| Carrière totaal            | Carrière totaal         | Carrière totaal      | 365        | 144        | 20    | 15    | –              | –              | 7*     | 0      | 392    | 159    |
| Bijgewerkt tot 1 juni 2025 |                         |                      |            |            |       |       |                |                |        |        |        |        |

* Glatzel speelde tijdens zijn periode bij Cardiff City twee promotie-/degradatiewedstrijden in het seizoen 2019/20 en één wedstrijd in de EFL Cup in het seizoen 2020/21. Bij Hamburger SV kwam hij in de seizoenen 2021/22 en 2022/23 in totaal vier keer in actie tijdens de promotie-/degradatieplay-offs.   

## Persoonlijk
Glatzel werd door zijn Eritrese vader vernoemd naar zijn grote idool Bob Marley, wat resulteerde in de voornaam Robert-Nesta. Als gevolg daarvan kreeg hij de bijnaam "Bobby".